# Burkhard Sude
Burkhard Sude (* 18. August 1957 in Vöhl Dorfitter/Nordhessen) ist ein ehemaliger deutscher Volleyballspieler.
Sude ist ehemaliger deutscher Volleyball-Nationalspieler, genannt „Mister Volleyball“; in der Oberliga spielte er nebenbei noch Fußball für den VfB 1900 Gießen. In den 1980er Jahren war Sude der beste deutsche Volleyballspieler und führte den USC Gießen in den Jahren 1982, 1983 und 1984 zur Deutschen Meisterschaft sowie 1984 zum Deutschen Pokalsieg. Von 1980 bis 1984 wurde er fünf Mal in Folge zum Volleyballer des Jahres gewählt. Er spielte 203 Mal für die deutsche Nationalmannschaft.
Außerdem war Sude einer der ersten Beachvolleyball-Spieler in Europa und nahm bereits 1984 mit seinem jugoslawischen Partner Wladimir Bogojewski als einer der ersten Ausländer überhaupt an den Hermosa Open und den Boulder Open in den USA teil. 1995 wurde er mit Holger Werner Deutscher Vizemeister im Beachvolleyball.
Danach wurde er Beachvolleyball-Nationaltrainer und betreute als Olympia-Coach die Beach-Nationalteams bei den Olympischen Spielen 1996 in Atlanta und 2000 in Sydney mit dem Gewinn der Bronzemedaille von Ahmann/Hager als einen der Höhepunkte in der Geschichte des deutschen Volleyballs.
1982 trat Mr. Volleyball bei „Wetten, dass...?“ allein gegen eine Verbandsligamannschaft an und gewann nach 5 Minuten mit 6:3 und damit die Wette.
Der 203fache Nationalspieler studierte Sport und Russisch und danach Zahnmedizin. Vor dem Studium der Zahnmedizin spielte er als erster deutscher Volleyballspieler in der höchsten italienischen Liga (A1) bei Kutiba Falconara, nach dem Studium im französischen Montpellier. Mit beiden Clubs erreichte er die Teilnahme an europäischen Wettbewerben.
2009 half er in der 1. Bundesliga dem durch Verletzungen in Not geratenen „Wuppertal Titans“ als 52-Jähriger erfolgreich, den Abstieg zu verhindern.
Nach dem Studium ließ er sich – wohnhaft in Friedrichshafen – in Neukirch b. Tettnang als Zahnarzt nieder.
Nebenbei trainierte er mehrere Volleyball-Mannschaften sowie seine Tochter Julia Sude, die u. a. mit dem Gewinn der U20-Europameisterschaft, der U20-Vize-Weltmeisterschaft schon im Juniorenalter sehr erfolgreich Beachvolleyball spielte. 2010, 2017 und 2019 wurde sie in Timmendorfer Strand Deutsche Meisterin. Sein Sohn Jakob Sude spielt Tennis und ihn trainiert er im athletischen Bereich. Jakob Sude wurde 2007 Deutscher Meister im Einzel und im Doppel. Beide Kinder werden in der aktuellen Weltrangliste ihrer Sportart geführt.
Burkhard Sude ist nicht mit Ulrich Sude verwandt, der als Fußball-Torhüter in der 1. Bundesliga aktiv war.